# Rublin
Rublin (ukr. Рублин, Rubłyn) – wieś na Ukrainie, w obwodzie tarnopolskim, w rejonie czortkowskim.
Przynależność administracyjna przed 1939 r.: gmina Potok Złoty II, powiat buczacki, województwo tarnopolskie.
Od 2015 wchodzi w skład hromady z siedzibą w Potoku Złotym (ukr. Золотопотіцька селищна громада).
W czasie okupacji niemieckiej mieszkająca tutaj ukraińska rodzina Dżywulskich ukrywała 14 Żydów. W latach 1974 i 2001 Instytut Jad Waszem uhonorował za to tytułami Sprawiedliwych wśród Narodów Świata Wasyla i Marynę Dżywulskich oraz ich córki: Anastasiję Pawłyszynę, Katerynę Dżywulską i Pawlinę Kuzewycz.